# María de Austria (Velázquez)
El retrato de María de Austria, Reina de Hungría fue pintado por Velázquez en 1630 y se conserva en el Museo del Prado.

## Historia del cuadro
María de Austria (1606 a 1646) era hija del rey Felipe III de España y de su esposa Margarita de Austria, hermana, pues, del siguiente rey, Felipe IV de España. Durante el reinado de este último, en 1631, María contrajo matrimonio con Fernando III de Habsburgo que era rey de Hungría y de Bohemia y que sería más tarde emperador de Alemania.
Se trata de una obra muy lograda en que el autor capta perfectamente la psicología de la futura emperatriz. Tal y como venía haciendo en retratos anteriores, Velázquez pinta sobre un fondo neutro para resaltar la figura. Todo está tratado con gran calidad: el traje verdoso, la lechuguilla (indumentaria) gris y sobre todo el cabello, realizado con gran esmero y detalle minucioso.
En 1630 el pintor Diego Velázquez se encontraba de viaje por Italia. Ya de regreso para España pasó los últimos tres meses de ese año en la ciudad italiana de Nápoles y fue durante esa estancia cuando realizó el retrato de María Ana de Austria, todavía infanta pues aún no había tenido lugar su casamiento con Fernando III. El objeto de hacer este retrato era el de traérselo consigo para España y entregárselo a Felipe IV como recuerdo de su hermana, a la que no volvería a ver. Desde la época del emperador Carlos I hubo la costumbre de pintar retratos de parentela entre los reyes y sus allegados, en la mayoría de los casos como presentación del personaje a otras personalidades, con motivo de futuras bodas o simplemente para recuerdo de familia.
Esta obra se encuentra actualmente en el Museo del Prado de Madrid.